# Newkidd
NewKidd (кор. 뉴키드, стилиризуется как Newkidd, расшифровка - Newgeneration key of the Dream) — южнокорейский бой-бенд сформированный в 2019 году компанией J-FLO Entertainment. Группа состоит из семи участников: Джинквона(он же лидер), Хансоля, Джиана, Юнмина, Хви, Учоля, Сынчана.
Дебют состоялся 25 апреля 2019 года с сингловым альбомом Newkidd. Название фандома на данный момент неизвестно.

## История

### Пре-дебют
В 2017 году, J-Flo Entertainment сформировали Newkidd как пре-дебютный проект с четырьмя участниками: Хансоль, Юнмин, Джинквон, и Учоль. Хансоль был стажёром в SM Entertainment и входил в пре-дебютную команду SMROOKIES, в 2017 году принял участие в шоу на выживание The Unit, в финале которого занял 6 место и дебютировал во временной группе UNB. В том же 2017 году лейбл объявил о выпуске пре-дебютного сингла NewKidd под названием «Will You Be Ma».
В июле 2018 года в группу были добавлены два новых участника: Хви и Джиан. Они начали продвигаться как Newkidd02 вместе с их вторым пре-дебютным сингл-альбомом Boy Boy Boy. Последний участник группы, Кан СынЧан, был добавлен незадолго до дебюта.

### 2019: Дебют сNewkidd
23 апреля 2019 года Newkidd провели шоукейс перед своим дебютом 25 апреля. Они дебютировали с одноименным сингл-альбомом Newkidd, и с заглавным треком «Tu eres». После они выступили на музыкальных шоу, таких как M Countdown, Music Bank, Inkigayo и Show Champion.
28 ноября 2019 года вышел сингл-альбом COME с одноимённой заглавной песней.

## Участники
| Сценический псевдоним | Настоящее имя | Дата рождения | Позиция в группе                     | Гражданство      |
| --------------------- | ------------- | ------------- | ------------------------------------ | ---------------- |
| Джинквон              | Джин Квон     | 31.01.2001    | Лидер, саб-вокалист                  | Республика Корея |
| Хансоль               | Джи Хан Соль  | 21.11.1994    | Главный танцор, саб-вокалист         | Республика Корея |
| Джиан                 | Чхве Джэ У    | 30.09.1997    | Саб-вокалист                         | Республика Корея |
| Юнмин                 | Юн Мин        | 26.02.2001    | Вице-лидер, лидирующий танцор, рэпер | Республика Корея |
| Хви                   | Ким Мин Гю    | 26.09.2002    | Главный вокалист                     | Республика Корея |
| Учоль                 | У Чоль        | 02.10.2002    | Саб-вокалист                         | Республика Корея |
| Сынчан                | Кан Сын Чан   | 08.08.2003    | Макнэ                                | Республика Корея |

## Дискография

### Сингл-альбомы
| Название | Детали альбома                                                                                     | Пиковые позиции | Проба        |
| Название | Детали альбома                                                                                     | KOR             | Проба        |
| -------- | -------------------------------------------------------------------------------------------------- | --------------- | ------------ |
| Newkidd  | - Релиз: 25 апреля, 2019 - Лейбл: J Flo Entertainment, Warner Music - Формат: CD, digital download | 14              | - KOR: 3,713 |
| COME     | - Релиз: 28 ноября, 2019 - Лейбл: J Flo Entertainment, Warner Music - Формат: CD, digital download |                 |              |

### Синглы
| Название                                 | Год  | Пиковые позиции | Пиковые позиции | Альбом            |
| Название                                 | Год  | KOR             | KOR             | Альбом            |
| Название                                 | Год  | Gaon            | Hot             | Альбом            |
| ---------------------------------------- | ---- | --------------- | --------------- | ----------------- |
| «Will You Be Ma» (소년이 사랑할 때)      | 2017 | —               | —               | Non-album singles |
| «Shooting Star» (나는 너야)              | 2018 | —               | —               | Non-album singles |
| «Tu eres» (뚜에레스)                     | 2019 | —               | —               | Newkidd           |
| «COME»                                   | 2019 | --              | --              | COME              |
| "—" denotes releases that did not chart. |      |                 |                 |                   |